# Kahili Airfield
Kahili Airfield, également connu comme Buin Airfield est un aérodrome du Service aérien de la Marine impériale japonaise située à Buin (en) sur l'île de Bougainville en Papouasie-Nouvelle-Guinée. Il a notamment servi dans le cadre de l'Opération I-Go et de la campagne de Bougainville lors de la Seconde Guerre mondiale.

## Histoire
L'aérodrome de Kahili est construit par le Service aérien de la Marine impériale japonaise en novembre 1942. Le terrain d'aviation est neutralisé par les bombardements alliés après 1943 et il est abandonné après la cessation de hostilités.
Les unités basées à Kahili comprennent :
- 11th Air Fleet :
  - 201st Kokutai (A6M Zero)
  - 204th Kokutai (A6M Zero)
  - 582nd Kokutai (D3A Val)
  - Hiyo Detachment (A6M Zero)